# Douré (Kokologo)
Pour les articles homonymes, voir Douré.
Douré est un village du département et la commune rurale de Kokologho (ou Kokologo), situé dans la province du Boulkiemdé et la région du Centre-Ouest au Burkina Faso.

## Géographie

### Démographie
- En 2003, le village comptait 2 856 habitants estimés[2].
- En 2006, le village comptait 2 943 habitants recensés[1].

## Santé et éducation
La commune accueille un centre de santé et de promotion sociale (CSPS).
Le village possède deux écoles primaires publiques (A et B).